# Provincias de Guinea Ecuatorial
Guinea Ecuatorial, está dividida en ocho provincias, la más reciente es Djibloho, creada en 2017 con capital en Ciudad de la Paz, futura capital del país.

## Lista
Annobón, Bioko del Norte y Bioko del Sur están en la Región Insular; los otros 5 distritos están en la Región Continental.
| Abreviatura | Nombre            | Año de Creación | Capital             | Población (2015) | Superficie (km²) | Densidad poblacional | Distritos | Municipios |
| ----------- | ----------------- | --------------- | ------------------- | ---------------- | ---------------- | -------------------- | --------- | ---------- |
| AN          | Annobón           | 1968            | San Antonio de Palé | 5 314            | 17,0             | 307                  | 1         | 1          |
| BN          | Bioko del Norte   | 1968            | Malabo              | 300 374          | 776,0            | 386                  | 2         | 3          |
| BS          | Bioko del Sur     | 1968            | Luba                | 34 674           | 1241,0           | 27,9                 | 2         | 4          |
| CS          | Centro Sur        | 1968            | Evinayong           | 141 986          | 9930,8           | 14,28                | 3         | 7          |
| DJ          | Djibloho          | 2017            | Ciudad de la Paz    | n/d              | 452,5            | n/d                  | 1         | 1          |
| KN          | Kié-Ntem          | 1968            | Ebibeyin            | 183 664          | 3942,9           | 46,42                | 3         | 6          |
| LT          | Litoral           | 1968            | Bata                | 367 348          | 6665,7           | 55,09                | 3         | 8          |
| WN          | Wele-Nzas         | 1968            | Mongomo             | 192 017          | 5025,6           | 34,93                | 4         | 7          |
| GQ          | Guinea Ecuatorial | 1968            | Malabo              | 1 225 377        | 28 051           | 43,57                | 19        | 37         |